# کیرلیک
کیرلیک (به لاتین: Kyrlyk) یک منطقهٔ مسکونی در روسیه است که در جمهوری آلتای واقع شده‌است.